# Rosignano Marittimo
Rosignano Marittimo település Olaszországban, Toszkána régióban, Livorno megyében. Lakosainak száma 30 083 fő (2023. január 1.). Rosignano Marittimo Castellina Marittima, Cecina, Collesalvetti, Livorno, Orciano Pisano és Santa Luce községekkel határos.

## Népesség
A település lakossága az elmúlt években az alábbi módon változott:
| Lakosok száma | 31 197 | 31 039 | 30 083 |
|               | 2017   | 2018   | 2023   |